# エンターテインメント・ワン

2015年のロゴ

エンターテインメント・ワン（Entertainment One）は、カナダの多国籍エンターテインメント会社。
オンタリオ州トロントを拠点とする同社は、主に映画やテレビシリーズの取得、配給、制作に携わっている。1970年に設立。

## 沿革
2016年1月7日、eOneはSierra Picturesに戦略的投資を行い、2016年1月20日にはDualtone Music Groupを買収した。2016年3月8日、eOneは音楽の録音・出版・アーティスト管理会社であるLast Gangを買収し、その創設者のChris Taylorが音楽部門の社長として同社に参加すると発表した。2016年にeOneはドキュメンタリー作品制作会社のRenegade 83の過半数の株式を買収している。
2017年5月17日、eOneはハリウッドのプロデューサーであるBrad Westonと共同で、グローバルコンテンツ制作スタジオのMAKEREADYを立ち上げた。この契約により、eOneは拠点となる地域で、ユニバーサルはそれ以外の全世界の地域で配給権を確保した。
2018年4月9日、eOneは英国のドキュメンタリー作品制作会社であるWhizz Kid Entertainmentを買収した。同年末、eOneはジェフリー・カッツェンバーグのショートデジタルコンテンツベンチャー「NewTV」（後にQuibiと改名）への投資ラウンドに参加した。
2019年、eOneはイギリスのドキュメンタリー番組制作会社であるDaisybeck Studiosを買収した。同年、eOneはアメリカの長編ノンフィクション製作会社のBLACKFINを買収した。また2019年には、eOne Musicが映画やテレビの音楽制作に携わるイギリスの会社であるAudio Networkを215百万ドルで買収した。
2019年12月30日、ハズブロはカナダのエンターテインメント・ワンの買収を完了し、2020年10月9日、エンターテインメント・ワンはハズブロの新制作部門に就任し、おもちゃ会社の特性に基づくコンテンツの開発と配布を開始し、オールスパークは買収会社に吸収した。
2022年8月22日、ハズブロがメディア資産の売却または再構築を模索していると報じられた。同日、CEOのダレン・スロープが年末に辞任することが発表した。
2022年11月17日、ハズブロは、エンターテインメント・ワンのテレビおよび映画事業の一部を売却し、台本付きおよび台本なしのテレビや映画に至るまで、ハズブロ以外のすべての資産を含むハズブロブランドのエンターテインメント戦略を直接サポートしていないが、すでにハズブロに統合されている『ペッパピッグ』などの元子供向け資産は除外すると発表した。この売却には、eOneのファミリー&ブランド部門の資産は含まれていないハズブロのマーチャンダイジング及びライセンス事業に統合され、新しい子会社であるハズブロ・エンターテインメントを設立した。
2023年8月3日、ハズブロはeOneのエンターテインメント資産をライオンズゲートに5億ドルで売却することで合意したと発表した。取引は同年12月27日に完了した。

## プロダクション

### 映画
- もしも君に恋したら。
- インシディアス 第2章
- インシディアス 序章
- スポットライト 世紀のスクープ
- アイ・イン・ザ・スカイ 世界一安全な戦場
- トランボ ハリウッドに最も嫌われた男
- ハピエスト・ホリデー 私たちのカミングアウト
- G.I.ジョー:漆黒のスネークアイズ
- マイリトルポニー: 新しい世界
- でっかくなっちゃった赤い子犬 僕はクリフォード
- 底知れぬ愛の闇
- エスター ファースト・キル
- ダンジョンズ&ドラゴンズ/アウトローたちの誇り
- トランスフォーマー/ビースト覚醒
- ザ・クリエイター/創造者

### テレビシリーズ
- ペッパピッグ
- ウォーキング・デッド
- しゅつどう!パジャマスク
- トランスフォーマー:ウォー・フォー・サイバトロン・トリロジー
- マイリトルポニー: ポニーライフ
- パワーレンジャー・ダイノフューリー
- パワーレンジャー・コズミックフューリー